# Morsang-sur-Seine
Morsang-sur-Seine is een gemeente in het Franse departement Essonne (regio Île-de-France) en telt 492 inwoners (2005). De plaats maakt deel uit van het arrondissement Évry en is een van gemeenten van de nieuwe stad Sénart.

## Geografie
De oppervlakte van Morsang-sur-Seine bedraagt 4,4 km², de bevolkingsdichtheid is 111,8 inwoners per km².
De onderstaande kaart toont de ligging van Morsang-sur-Seine met de belangrijkste infrastructuur en aangrenzende gemeenten.

## Demografie
Onderstaande figuur toont het verloop van het inwonertal (bron: INSEE-tellingen).